# Lormaye
Lormaye és un municipi francès, situat al departament de l'Eure i Loir i a la regió de Centre – Vall del Loira. L'any 2007 tenia 630 habitants.

## Demografia

### Població
El 2007 la població de fet de Lormaye era de 630 persones. Hi havia 276 famílies, de les quals 100 eren unipersonals (44 homes vivint sols i 56 dones vivint soles), 96 parelles sense fills, 64 parelles amb fills i 16 famílies monoparentals amb fills.
La població ha evolucionat segons el següent gràfic:
Habitants censats

### Habitatges
El 2007 hi havia 336 habitatges, 285 eren l'habitatge principal de la família, 26 eren segones residències i 25 estaven desocupats. 264 eren cases i 72 eren apartaments. Dels 285 habitatges principals, 200 estaven ocupats pels seus propietaris, 79 estaven llogats i ocupats pels llogaters i 6 estaven cedits a títol gratuït; 10 tenien una cambra, 45 en tenien dues, 64 en tenien tres, 53 en tenien quatre i 113 en tenien cinc o més. 199 habitatges disposaven pel capbaix d'una plaça de pàrquing. A 141 habitatges hi havia un automòbil i a 103 n'hi havia dos o més.

### Piràmide de població
La piràmide de població per edats i sexe el 2009 era:
| Homes | Edats   | Dones |
| ----- | ------- | ----- |
| 0     | 95 o +  | 0     |
| 4     | 90 a 94 | 0     |
| 4     | 85 a 89 | 12    |
| 20    | 80 a 84 | 8     |
| 16    | 75 a 79 | 16    |
| 12    | 70 a 74 | 20    |
| 0     | 65 a 69 | 20    |
| 12    | 60 a 64 | 16    |
| 24    | 55 a 59 | 4     |
| 16    | 50 a 54 | 20    |
| 16    | 45 a 49 | 12    |
| 20    | 40 a 44 | 16    |
| 40    | 35 a 39 | 20    |
| 24    | 30 a 34 | 32    |
| 20    | 25 a 29 | 16    |
| 16    | 20 a 24 | 16    |
| 4     | 15 a 19 | 16    |
| 16    | 10 a 14 | 20    |
| 20    | 5 a 9   | 24    |
| 12    | 0 a 4   | 8     |

## Economia
El 2007 la població en edat de treballar era de 387 persones, 317 eren actives i 70 eren inactives. De les 317 persones actives 292 estaven ocupades (162 homes i 130 dones) i 25 estaven aturades (7 homes i 18 dones). De les 70 persones inactives 23 estaven jubilades, 21 estaven estudiant i 26 estaven classificades com a «altres inactius».

### Ingressos
El 2009 a Lormaye hi havia 287 unitats fiscals que integraven 641 persones, la mediana anual d'ingressos fiscals per persona era de 21.269 €.

### Activitats econòmiques
Dels 32 establiments que hi havia el 2007, 3 eren d'empreses de fabricació d'altres productes industrials, 10 d'empreses de construcció, 4 d'empreses de comerç i reparació d'automòbils, 3 d'empreses d'hostatgeria i restauració, 1 d'una empresa d'informació i comunicació, 1 d'una empresa financera, 3 d'empreses immobiliàries, 5 d'empreses de serveis i 2 d'empreses classificades com a «altres activitats de serveis».
Dels 12 establiments de servei als particulars que hi havia el 2009, 1 era un taller de reparació d'automòbils i de material agrícola, 1 paleta, 3 fusteries, 2 lampisteries, 1 empresa de construcció, 3 restaurants i 1 agència immobiliària.
L'únic establiment comercial que hi havia el 2009 era una llibreria.
L'any 2000 a Lormaye hi havia 3 explotacions agrícoles.

## Poblacions més properes
El següent diagrama mostra les poblacions més properes.